# Либертия крупноцветковая
Либе́ртия крупноцветко́вая (лат. Libertia grandiflora) — вид цветковых растений рода Либертия (Libertia) семейства Ирисовые, или Касатиковые (Iridaceae). Эндемик Новой Зеландии.

## Описание
Растение состоит из веера листьев длиной от 10 до 140 см. В основании листья розовато-зеленые. Корневище сильно разветвленное. Соцветия метельчатые, поднимаются выше листьев. Нижние прицветники зеленые и ланцетные длинной от 4 до 13 см. Верхние прицветники узкие и бледно-коричневые. Лепестки белые. Семена оранжевые 1—2 × 1—1,5 мм, округлые или иногда угловатые.

## Экология
Цветёт в сентябре-ноябре, плоды появляются с декабря-апрель. Произрастает луговых и лесных местообитаниях, опушках леса, вдоль крутых склонов на скалах, по берегам ручьев и рек.

## Кариотип
Хромосомный набор гексаплоидный состоит из 57 пар хромосом, редко встречаются додекаплоидные формы.

## Распространение
Встречается только на Северном острове Новой Зелендии.